# أوليغ فيدوف
أوليغ فيدوف (الروسية: Оле́г Ви́дов) (مواليد 11 يونيو 1943 في موسكو - الوفاة 16 مايو 2017)، هو ممثل ومخرج ومنتج أمريكي من أصول روسية بدأ مسيرته الفنية عام 1960 في الاتحاد السوفيتي بأفلام «فارس بلا رأس»، و«موسكو محبتي» و«واترلو». انتقل بعدها للولايات المتحدة سنة 1985، وبدأ العمل في هوليوود. كما كان مؤسساً لشركة إنتاج متخصصة بترميم أفلام الكرتون الروسية القديمة، وباعها فيما بعد إلى عليشر عثمانوف. كما قام بتأسيس مركز لشفاء المدمنين على المخدرات في ولاية كاليفورنيا.

## وصلات خارجية
- أوليغ فيدوف على موقع IMDb (الإنجليزية)
- أوليغ فيدوف على موقع ألو سيني (الفرنسية)
- أوليغ فيدوف على موقع أول موفي (الإنجليزية)
- أوليغ فيدوف على موقع قاعدة بيانات الأفلام السويدية (السويدية)
- أوليغ فيدوف على موقع قاعدة بيانات الفيلم (الإنجليزية)
- أوليغ فيدوف على موقع كينوبويسك (الروسية)